# Stobenstraße 15 (Quedlinburg)

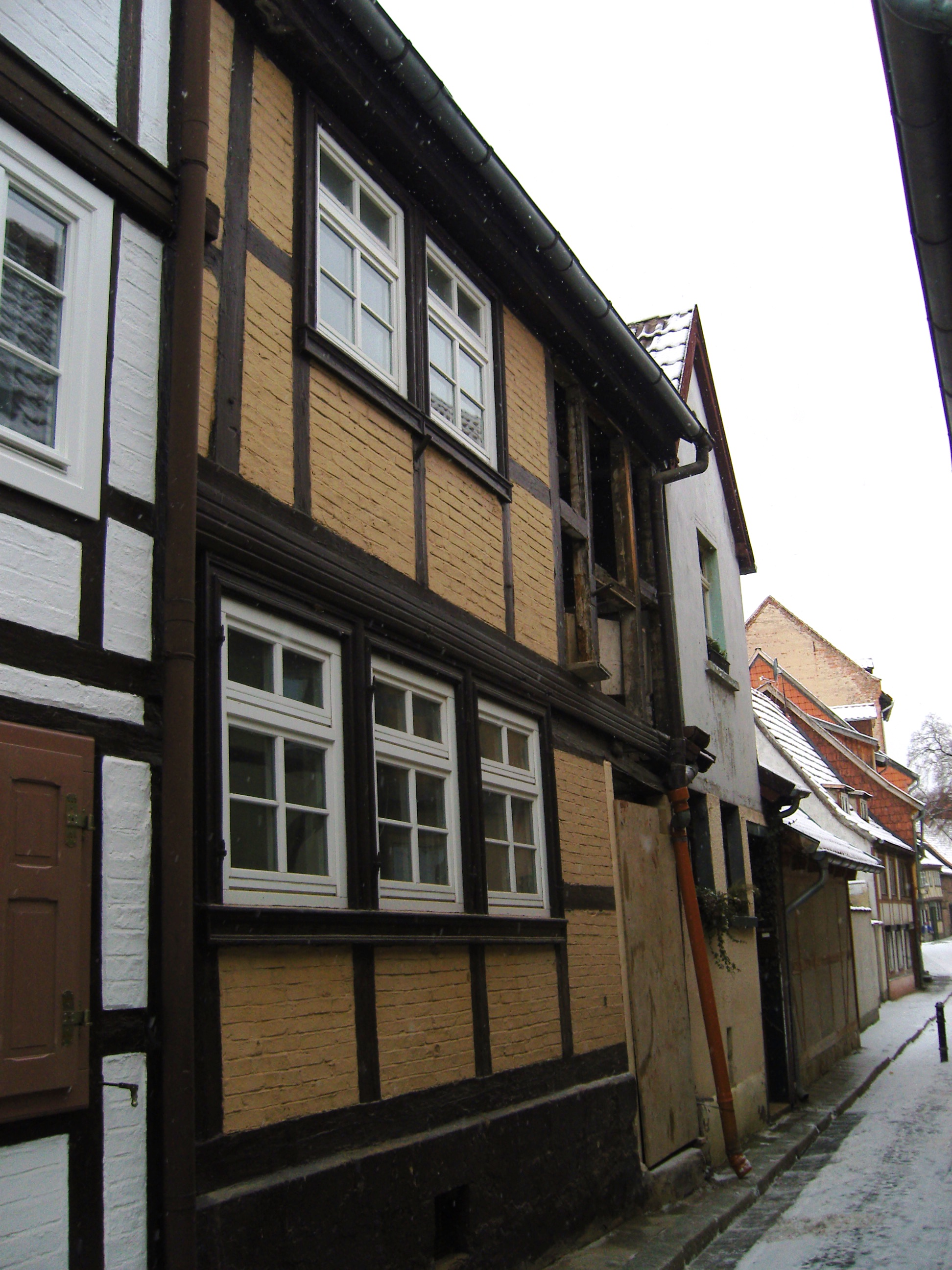
Haus Stobenstraße 15

Das Haus Stobenstraße 15 ist ein denkmalgeschütztes Gebäude in der Stadt Quedlinburg in Sachsen-Anhalt.

## Lage
Es befindet sich im nordwestlichen Teil der historischen Quedlinburger Neustadt und gehört zum UNESCO-Weltkulturerbe. Im Quedlinburger Denkmalverzeichnis ist es als Wohnhaus eingetragen. Östlich schließt sich das gleichfalls denkmalgeschützte Haus Stobenstraße 14 an.

## Architektur und Geschichte
Das zweigeschossige Fachwerkhaus stammt aus der Zeit um 1800. Die Fenster und Türen des schlicht gestalteten Fachwerkbaus stammen aus dem späten 19. Jahrhundert.